# Tresnjevka Zagreb
Tresnjevka Zagreb is een Kroatische voetbalclub uit de hoofdstad Zagreb.
De club promoveerde in 1963 naar de hoogste klasse van het toenmalige Joegoslavië en werd 11de op 14 in het eerste seizoen, bovendien mocht de club ook deelnemen aan de Jaarbeursstedenbeker en maakte zo kennis met Europees voetbal. In 1964/65 werd de club 14de op 15 en een jaar later 16de en laatste in de competitie. Na de degradatie in 1966 kon de club nooit meer op het hoogste niveau terugkeren.

## Tresnjevka in Europa
#R = #ronde, T/U = Thuis/Uit, W = Wedstrijd, PUC = punten UEFA coëfficiënten .
Uitslagen vanuit gezichtspunt Tresnjevka Zagreb
| Seizoen | Competitie           | Ronde | Land              | Club             | Totaalscore | 1e W    | 2e W    | PUC |
| ------- | -------------------- | ----- | ----------------- | ---------------- | ----------- | ------- | ------- | --- |
| 1963/64 | Jaarbeursstedenbeker | 1R    | Vlag van Portugal | CF Os Belenenses | 1-4         | 0-2 (T) | 1-2 (U) | 0.0 |